# Sabulodes mastaura
Sabulodes mastaura là một loài bướm đêm trong họ Geometridae.